# Знайомий чоловік (оповідання)
«Знайомий чоловік» (рос. Знакомый мужчина) — оповідання А. П. Чехова, написане і вперше опубліковане у 1886 році.

## Історія
Оповідання А. П. Чехова «Знайомий чоловік» було написане в 1886 році, вперше опубліковане 20 квітня 1886 року в гумористичному літературно-художньому щотижневому журналі «Осколки» (рос.) (випуск № 18), під заголовком «Трохи болю (Вуличний випадок)» («Немножко боли (Уличный случай)» (рос.)) та підписом А. Чехонте. 6 липня того ж року оповідання було надруковано з деякими скороченнями у московській газеті «Новини дня». Під новою назвою - «Знайомий чоловік» - воно було включене Чеховим у перший том зібрання його творів, яке було видане Адольфом Марксом у 1899—1901 роках.
За життя Чехова оповідання було перекладено на болгарську, угорську, німецьку, польську, румунську, сербськохорватську і чеську мови.
Сюжет оповідання був запропонований Чехову письменником і журналістом Віктором Білібіним у листі від 6 квітня 1886 року: 
|  | Зобразити порядну людину, але забиту долею, яка прийшла у приятеля просити грошей у борг. Здається, що тут соромного? А у неї язик не повертається, і вона все про інше говорить; так і пішла не попросивши |

Проте, сюжет оповідання має певні відмнності від запропонованого В.Білібіним.

## Сюжет
Молода жінка по імені Ванда (а по паспорту — Настасья Канавкіна), вийшовши з лікарні, залишилася без гроша в кишені. Їй довелося закласти у ломбард кільце з бірюзою, але отриманий за це рубль її не задовільняє. Щоб попросити грошей, вона вирішує відвідати чоловіка, з яким якось познаймилася у модному клубі. Жінка соромиться одразу просити грошей, а знайомий (по імені Фінкель), який виявився зубним лікарем, не знаючи про мету візиту, просить її сісти в крісло і приступає до перевірки стану зубів. Розчарувавшись відсутністю до неї уваги і своїм непоказним виглядом в дзеркалі, вона не наважується просити грошей, і навіть віддає Фінкелю за видалення хворого зуба останній рубль, який вона отримала в ломбарді. Йдучи від лікаря, її охоплює сором і розпач. Але на наступний день вона знову розважається у модному кафе, де знайомиться вже з іншим багатим чоловіком.